# Női labdarúgótorna a 2000. évi nyári olimpiai játékokon
A 2000. évi nyári olimpiai játékokon a női labdarúgótornát szeptember 13. és 28. között rendezték. A tornán 8 nemzet csapata vett részt.

## Lebonyolítás
A 8 csapatot 2 darab 4 csapatos csoportba sorsolták. A csoportokban körmérkőzések döntötték el a csoportok végeredményét. A csoportokból az első két helyezett jutott tovább az elődöntőbe, az elődöntők győztesei játszották a döntőt, a vesztesek a bronzéremért mérkőzhettek.

## Csoportkör
| Színmagyarázat                                           |
| -------------------------------------------------------- |
| A csoportok első két helyezettje bejutott az elődöntőbe. |
| A csoportok harmadik és negyedik helyezettjei kiestek.   |

### E csoport
| Csapat            | M | Gy | D | V | Rg | Kg | Gk | P |
| ----------------- | - | -- | - | - | -- | -- | -- | - |
| Németország (GER) | 3 | 3  | 0 | 0 | 6  | 1  | +5 | 9 |
| Brazília (BRA)    | 3 | 2  | 0 | 1 | 5  | 3  | +2 | 6 |
| Svédország (SWE)  | 3 | 0  | 1 | 2 | 1  | 4  | –3 | 1 |
| Ausztrália (AUS)  | 3 | 0  | 1 | 2 | 2  | 6  | –4 | 1 |

| 2000. szeptember 13. 17:00 |

| Ausztrália (AUS) | 0–3               | Németország (GER)                    |
| ---------------- | ----------------- | ------------------------------------ |
|                  | (0–1) Jegyzőkönyv | Grings 39' Wiegmann 70' Lingor 90+1' |

| Bruce Stadium, Canberra Nézőszám: 24 800 Játékvezető: Bola Abidoye (nigériai) |

| 2000. szeptember 13. 17:30 |

| Svédország (SWE) | 0–2               | Brazília (BRA)         |
| ---------------- | ----------------- | ---------------------- |
|                  | (0–1) Jegyzőkönyv | Pretinha 21' Kátia 70' |

| Melbourne Cricket Ground, Melbourne Nézőszám: 58 432 Játékvezető: Sandra Hunt (amerikai) |

| 2000. szeptember 16. 17:00 |

| Ausztrália (AUS) | 1–1               | Svédország (SWE)         |
| ---------------- | ----------------- | ------------------------ |
| Salisbury 57'    | (0–0) Jegyzőkönyv | Andersson 66' (11-esből) |

| Sydney Football Stadium, Sydney Nézőszám: 33 600 Játékvezető: Sonia Denoncourt (kanadai) |

| 2000. szeptember 16. 17:30 |

| Németország (GER) | 2–1               | Brazília (BRA) |
| ----------------- | ----------------- | -------------- |
| Prinz 33' 41'     | (2–0) Jegyzőkönyv | Raquel 72'     |

| Bruce Stadium, Canberra Nézőszám: 17 000 Játékvezető: Martha Toro (kolumbiai) |

| 2000. szeptember 19. 17:30 |

| Ausztrália (AUS) | 1–2               | Brazília (BRA)       |
| ---------------- | ----------------- | -------------------- |
| Hughes 33'       | (1–0) Jegyzőkönyv | Raquel 56' Kátia 64' |

| Sydney Football Stadium, Sydney Nézőszám: 29 400 Játékvezető: Vibeke Karlsen (norvég) |

| 2000. szeptember 19. 17:30 |

| Németország (GER) | 1–0               | Svédország (SWE) |
| ----------------- | ----------------- | ---------------- |
| Hingst 88'        | (0–0) Jegyzőkönyv |                  |

| Melbourne Cricket Ground, Melbourne Nézőszám: 7000 Játékvezető: Wendy Toms (angol) |

### F csoport
| Csapat                 | M | Gy | D | V | Rg | Kg | Gk | P |
| ---------------------- | - | -- | - | - | -- | -- | -- | - |
| Egyesült Államok (USA) | 3 | 2  | 1 | 0 | 6  | 2  | +4 | 7 |
| Norvégia (NOR)         | 3 | 2  | 0 | 1 | 5  | 4  | +1 | 6 |
| Kína (CHN)             | 3 | 1  | 1 | 1 | 5  | 4  | +1 | 4 |
| Nigéria (NGR)          | 3 | 0  | 0 | 3 | 3  | 9  | –6 | 0 |

| 2000. szeptember 14. 17:30 |

| Egyesült Államok (USA) | 2–0               | Norvégia (NOR) |
| ---------------------- | ----------------- | -------------- |
| Milbrett 18' Hamm 24'  | (2–0) Jegyzőkönyv |                |

| Melbourne Cricket Ground, Melbourne Nézőszám: 16 043 Játékvezető: Im Eun Ju (dél-koreai) |

| 2000. szeptember 14. 17:30 |

| Kína (CHN)            | 3–1               | Nigéria (NGR)          |
| --------------------- | ----------------- | ---------------------- |
| Zhao 12' Szun 57' 83' | (1–0) Jegyzőkönyv | Nkwocha 85' (11-esből) |

| Bruce Stadium, Canberra Nézőszám: 16 000 Játékvezető: Martha Toro (kolumbiai) |

| 2000. szeptember 17. 17:30 |

| Egyesült Államok (USA) | 1–1               | Kína (CHN) |
| ---------------------- | ----------------- | ---------- |
| Foudy 38'              | (1–0) Jegyzőkönyv | Szun 67'   |

| Melbourne Cricket Ground, Melbourne Nézőszám: 32 500 Játékvezető: Nicole Petignat (svájci) |

| 2000. szeptember 17. 17:30 |

| Norvégia (NOR)                                    | 3–1               | Nigéria (NGR) |
| ------------------------------------------------- | ----------------- | ------------- |
| Mellgren 22' Riise 62' (11-esből) Pettersen 90+3' | (1–0) Jegyzőkönyv | Akide 78'     |

| Bruce Stadium, Canberra Nézőszám: 9150 Játékvezető: Tammy Ogston (ausztrál) |

| 2000. szeptember 20. 17:30 |

| Egyesült Államok (USA)               | 3–1               | Nigéria (NGR) |
| ------------------------------------ | ----------------- | ------------- |
| Chastain 26' Lilly 35' MacMillan 56' | (2–0) Jegyzőkönyv | Akide 48'     |

| Melbourne Cricket Ground, Melbourne Nézőszám: 9000 Játékvezető: Im Eun Ju (dél-koreai) |

| 2000. szeptember 20. 17:30 |

| Norvégia (NOR)             | 2–1               | Kína (CHN)          |
| -------------------------- | ----------------- | ------------------- |
| Pettersen 55' Haugenes 78' | (0–0) Jegyzőkönyv | Szun 75' (11-esből) |

| Bruce Stadium, Canberra Nézőszám: 11 532 Játékvezető: Sonia Denoncourt (kanadai) |

## Egyenes kieséses szakasz
|  |                   |                        |                        |                        |   |                |                |       |
|  | Elődöntők         | Elődöntők              | Elődöntők              |                        |   | Döntő          | Döntő          | Döntő |
|  | Elődöntők         | Elődöntők              | Elődöntők              |                        |   | Döntő          | Döntő          | Döntő |
|  | szeptember 24.    |                        |                        |                        |   |                |                |       |
|  |                   |                        |                        |                        |   |                |                |       |
|  | E1                | Németország (GER)      | 0                      |                        |   |                |                |       |
|  | E1                | Németország (GER)      | 0                      | szeptember 28.         |   |                |                |       |
|  | F2                | Norvégia (NOR)         | 1                      |                        |   |                |                |       |
|  | F2                | Norvégia (NOR)         | 1                      |                        |   | Norvégia (NOR) | Norvégia (NOR) | 3     |
|  | szeptember 24.    |                        |                        |                        |   | Norvégia (NOR) | Norvégia (NOR) | 3     |
|  |                   |                        | Egyesült Államok (USA) | Egyesült Államok (USA) | 2 |                |                |       |
|  | F1                | Egyesült Államok (USA) | Egyesült Államok (USA) | Egyesült Államok (USA) | 2 | 1              |                |       |
|  | F1                | Egyesült Államok (USA) |                        |                        |   |                |                |       |
|  | E2                | Brazília (BRA)         | 0                      |                        |   |                |                |       |
|  | E2                | Brazília (BRA)         | 0                      | Bronzmérkőzés          |   |                |                |       |
|  |                   |                        |                        |                        |   |                |                |       |
|  | szeptember 28.    |                        |                        |                        |   |                |                |       |
|  |                   |                        |                        |                        |   |                |                |       |
|  | Németország (GER) | Németország (GER)      | 2                      |                        |   |                |                |       |
|  | Németország (GER) | Németország (GER)      | 2                      |                        |   |                |                |       |
|  | Brazília (BRA)    | Brazília (BRA)         | 0                      |                        |   |                |                |       |
|  | Brazília (BRA)    | Brazília (BRA)         | 0                      |                        |   |                |                |       |

### Elődöntők
| 2000. szeptember 24. 17:30 |

| Németország (GER) | 0–1               | Norvégia (NOR)         |
| ----------------- | ----------------- | ---------------------- |
|                   | (0–0) Jegyzőkönyv | Wunderlich 80' (öngól) |

| Sydney Football Stadium, Sydney Nézőszám: 16 710 Játékvezető: Im Eun Ju (dél-koreai) |

| 2000. szeptember 24. 17:30 |

| Egyesült Államok (USA) | 1–0               | Brazília (BRA) |
| ---------------------- | ----------------- | -------------- |
| Hamm 60'               | (0–0) Jegyzőkönyv |                |

| Bruce Stadium, Canberra Nézőszám: 11 000 Játékvezető: Nicole Petignat (svájci) |

### Bronzmérkőzés
| 2000. szeptember 28. 17:00 |

| Németország (GER)    | 2–0               | Brazília (BRA) |
| -------------------- | ----------------- | -------------- |
| Lingor 64' Prinz 79' | (0–0) Jegyzőkönyv |                |

| Sydney Football Stadium, Sydney Nézőszám: 11 200 Játékvezető: Im Eun Ju (dél-koreai) |

### Döntő
| 2000. szeptember 28. 17:00 |

| Norvégia (NOR)                             | 3–2 (h. u.)                 | Egyesült Államok (USA) |
| ------------------------------------------ | --------------------------- | ---------------------- |
| Espeseth 44' Gulbrandsen 78' Mellgren 102' | (1–1, 2–2, 3–2) Jegyzőkönyv | Milbrett 5' 90+2'      |

| Sydney Football Stadium, Sydney Nézőszám: 22 848 Játékvezető: Sonia Denoncourt (kanadai) |

| A 2000. évi nyári olimpiai játékok női labdarúgótornájának olimpiai bajnoka |
| · NORVÉGIA · 1. cím                                                         |
| --------------------------------------------------------------------------- |

## Góllövőlista
4 gólos
- Szun Ven

3 gólos
- Tiffeny Milbrett
- Birgit Prinz

2 gólos
- Kátia
- Raquel
- Mia Hamm
- Renate Lingor
- Mercy Akide
- Dagny Mellgren
- Marianne Pettersen

## Végeredmény
| Helyezés | Csapat                 | M | Gy | D | V | G+ | G– | Gk | P  |
| -------- | ---------------------- | - | -- | - | - | -- | -- | -- | -- |
| Arany    | Norvégia (NOR)         | 5 | 4  | 0 | 1 | 9  | 6  | +3 | 12 |
| Ezüst    | Egyesült Államok (USA) | 5 | 3  | 1 | 1 | 9  | 5  | +4 | 10 |
| Bronz    | Németország (GER)      | 5 | 4  | 0 | 1 | 8  | 2  | +6 | 12 |
| 4.       | Brazília (BRA)         | 5 | 2  | 0 | 3 | 5  | 6  | –1 | 6  |
|          |                        |   |    |   |   |    |    |    |    |
| 5.       | Kína (CHN)             | 3 | 1  | 1 | 1 | 5  | 4  | +1 | 4  |
| 6.       | Svédország (SWE)       | 3 | 0  | 1 | 2 | 1  | 4  | –3 | 1  |
| 7.       | Ausztrália (AUS)       | 3 | 0  | 1 | 2 | 2  | 6  | –4 | 1  |
| 8.       | Nigéria (NGR)          | 3 | 0  | 0 | 3 | 3  | 9  | –6 | 0  |